# Lombardia Trophy 2016
Lombardia Trophy 2016 – pierwsze zawody łyżwiarstwa figurowego z cyklu Challenger Series 2016/2017. Zawody rozgrywano od 8 do 11 września 2016 roku w hali Ice Lab w Bergamo.
Wśród solistów triumfował Japończyk Shōma Uno, natomiast w rywalizacji solistek jego rodaczka Wakaba Higuchi. W rywalizacji par sportowych wygrali Włosi Nicole Della Monica i Matteo Guarise. Tytuł w rywalizacji par tanecznych wywalczyli ich rodacy Charlène Guignard i Marco Fabbri.

## Wyniki

### Soliści
| Poz. | Zawodnik          | Nota łączna | SP | SP    | FS | FS     |
| ---- | ----------------- | ----------- | -- | ----- | -- | ------ |
| 1    | Shōma Uno         | 258,93      | 1  | 86,68 | 2  | 172,25 |
| 2    | Jason Brown       | 256,49      | 2  | 81,58 | 1  | 174,91 |
| 3    | Max Aaron         | 218,73      | 3  | 72,93 | 3  | 145,80 |
| 4    | Stéphane Walker   | 207,81      | 4  | 70,17 | 4  | 137,64 |
| 5    | Grant Hochstein   | 198,77      | 5  | 64,95 | 5  | 133,82 |
| 6    | Kim Jin-seo       | 184,58      | 6  | 62,33 | 6  | 122,25 |
| 7    | Graham Newberry   | 166,91      | 8  | 54,34 | 7  | 112,57 |
| 8    | Ondrej Spiegl     | 166,56      | 7  | 55,83 | 8  | 110,73 |
| 9    | Simon Hocquaux    | 147,03      | 10 | 48,14 | 9  | 98,89  |
| 10   | Conor Stakelum    | 144,52      | 9  | 50,69 | 10 | 93,83  |
| 11   | Kyeong Jae-seok   | 132,13      | 11 | 48,12 | 11 | 84,01  |
| 12   | Alessandro Fadini | 123,09      | 12 | 46,37 | 12 | 76,72  |
| 13   | Lap Kan Yuen      | 99,04       | 13 | 38,98 | 13 | 60,06  |

### Solistki
| Poz. | Zawodniczka          | Nota łączna | SP | SP    | FS | FS     |
| ---- | -------------------- | ----------- | -- | ----- | -- | ------ |
| 1    | Wakaba Higuchi       | 178,86      | 1  | 66,66 | 3  | 112,20 |
| 2    | Kim Na-hyun          | 177,27      | 3  | 59,58 | 1  | 117,69 |
| 3    | Mirai Nagasu         | 176,86      | 2  | 61,29 | 2  | 115,57 |
| 4    | Roberta Rodeghiero   | 164,82      | 5  | 56,65 | 4  | 108,17 |
| 5    | Park So-youn         | 156,85      | 4  | 56,93 | 5  | 99,92  |
| 6    | Kanako Murakami      | 151,27      | 8  | 54,61 | 6  | 96,66  |
| 7    | Lutricia Bock        | 149,08      | 7  | 54,68 | 7  | 94,40  |
| 8    | Nathalie Weinzierl   | 144,96      | 10 | 52,07 | 8  | 92,89  |
| 9    | Nicole Schott        | 144,17      | 6  | 55,07 | 10 | 89,10  |
| 10   | Micol Cristini       | 142,92      | 11 | 50,43 | 9  | 92,49  |
| 11   | Viveca Lindfors      | 140,95      | 9  | 52,71 | 12 | 88,24  |
| 12   | Kristen Spours       | 135,21      | 13 | 46,49 | 11 | 88,72  |
| 13   | Helery Hälvin        | 133,56      | 12 | 48,31 | 13 | 85,25  |
| 14   | Fruzsina Medgyesi    | 126,36      | 14 | 46,37 | 16 | 79,99  |
| 15   | Tanja Odermatt       | 124,84      | 16 | 42,61 | 15 | 82,23  |
| 16   | Liubov Efimenko      | 115,38      | 18 | 39,87 | 17 | 75,51  |
| 17   | Antonina Dubinina    | 113,57      | 15 | 44,51 | 21 | 69,06  |
| 18   | Park Se-bin          | 112,95      | 21 | 30,36 | 14 | 82,59  |
| 19   | Anna Dušková         | 111,53      | 17 | 41,21 | 19 | 70,32  |
| 20   | Gerli Liinamäe       | 108,28      | 20 | 36,91 | 18 | 71,37  |
| 21   | Aleksandra Golovkina | 108,19      | 19 | 38,07 | 20 | 70,12  |

### Pary sportowe
| Poz. | Zawodnicy                            | Nota łączna | SP | SP    | FS | FS     |
| ---- | ------------------------------------ | ----------- | -- | ----- | -- | ------ |
| 1    | Nicole Della Monica / Matteo Guarise | 185,18      | 2  | 58,22 | 1  | 126,96 |
| 2    | Valentina Marchei / Ondřej Hotárek   | 179,56      | 1  | 59,40 | 2  | 120,16 |
| 3    | Rebecca Ghilardi / Filippo Ambrosini | 144,70      | 3  | 55,20 | 4  | 89,50  |
| 4    | Jessica Pfund / Joshua Santillan     | 138,94      | 4  | 49,18 | 3  | 89,76  |
| 5    | Goda Butkutė / Nikita Jermołajew     | 126,84      | 6  | 40,62 | 5  | 86,22  |
| 6    | Ji Min-ji / Themistocles Leftheris   | 124,14      | 5  | 47,50 | 6  | 76,64  |

### Pary taneczne
| Poz. | Zawodnicy                             | Nota łączna | SD | SD    | FD | FD    |
| ---- | ------------------------------------- | ----------- | -- | ----- | -- | ----- |
| 1    | Charlène Guignard / Marco Fabbri      | 162,12      | 1  | 63,04 | 1  | 99,08 |
| 2    | Lilah Fear / Lewis Gibson             | 139,60      | 2  | 53,38 | 2  | 86,22 |
| 3    | Cecilia Törn / Jussiville Partanen    | 130,76      | 3  | 52,14 | 3  | 78,62 |
| 4    | Julia Biechler / Damian Dodge         | 127,76      | 4  | 52,04 | 5  | 75,72 |
| 5    | Jasmine Tessari / Francesco Fioretti  | 122,14      | 6  | 45,08 | 4  | 77,06 |
| 6    | Justyna Plutowska / Jérémie Flemin    | 114,34      | 5  | 46,26 | 6  | 68,08 |
| 7    | Mina Zdrawkowa / Christopher M. Davis | 86,10       | 7  | 35,72 | 7  | 50,38 |